# Планетата на маймуните (филм, 2001)
Вижте пояснителната страница за други значения на Планетата на маймуните.
„Планетата на маймуните“ (на английски: Planet of the Apes) е американски научнофантастичен филм от 2001 г., на режисьора Тим Бъртън. Филмът е свободна интерпретация на романа със същото заглавие от френския писател Пиер Бул. Премиерата на филма е на 7 юли 2001 г. в Съединени американски щати.

## В ролите
| Актьор              | Роля          |
| ------------------- | ------------- |
| Марк Уолбърг        | Лео Дейвидсън |
| Тим Рот             | Тейд          |
| Хелена Бонам Картър | Ари           |
| Майкъл Кларк Дънкан | Аттар         |
| Естела Уорън        | Даена         |
| Пол Джиамати        | Лимбо         |
| Кери-Хироюки Тагава | Крул          |
| Дейвид Уорнър       | Сандар        |
| Крис Кристофърсън   | Каруби        |
| Ерик Авари          | Тивал         |
| Лук Еберъл          | Бирн          |
| Иван Декстер Парк   | Гунар         |
| Глед Шадикс         | Надо          |
| Фреда Фох Шин       | Бон           |
| Крис Елис           | Каръл Восиш   |

## Филми от поредицата за „Планетата на маймуните“
Поредицата „Планетата на маймуните“ включва 10 филма:
- „Планетата на маймуните“ (1968)
- „Под планетата на маймуните“ (1970)
- „Бягство от планетата на маймуните“ (1971)
- „Завладяването на планетата на маймуните“ (1972)
- „Битка за планетата на маймуните“ (1973)
- „Планетата на маймуните“ (2001)
- „Възходът на планетата на маймуните“ (2011)
- „Зората на планетата на маймуните“ (2014)
- „Войната за планетата на маймуните“ (2017)
- „Кралството на планетата на маймуните“ (2024)